# 1657
| [ Edytuj tabelę ]              |                                                                                                 |
| Król Polski                    | - 1648 Jan Kazimierz 1668                                                                       |
| Współksiążęta Andory           | - 1655 Joan Manuel de Espinosa 1663 - 1643 Ludwik XIV 1715                                      |
| Król Anglii i Szkocji          | - 1653 Oliver Cromwell (jako Lord Protector) 1658                                               |
| Elektor Bawarii                | - 1651 Ferdynand Maria 1679                                                                     |
| Elektor Brandenburgii          | - 1640 Fryderyk Wilhelm 1688                                                                    |
| Sułtan Brunei                  | - 1625 Muhammad Ali 1660                                                                        |
| Cesarz Chin                    | - 1644 Shunzhi 1661                                                                             |
| Król Czech                     | - 1637 Ferdynand III Habsburg 1657 - 1657 Leopold I Habsburg 1705                               |
| Król Danii                     | - 1648 Fryderyk III 1670                                                                        |
| Dalajlama                      | - 1617 Lobsang Gjaco 1682                                                                       |
| Cesarz Etiopii                 | - 1632 Fasiledes 1667                                                                           |
| Król Francji                   | - 1643 Ludwik XIV 1715                                                                          |
| Król Hiszpanii                 | - 1621 Filip IV 1665                                                                            |
| Landgraf Hesji-Kassel          | - 1637 Wilhelm VI Sprawiedliwy 1663                                                             |
| Stadhouder Holandii            | - 1650 pierwszy okres bez stadhoudera 1672                                                      |
| Szach Iranu                    | - 1642 Abbas II 1666                                                                            |
| Państwo Wielkich Mogołów       | - 1627 Szahdżahan 1658                                                                          |
| Lord Irlandii                  | - 1653 Oliver Cromwell 1658                                                                     |
| Cesarz Japonii                 | - 1654 Go-Sai 1663                                                                              |
| Kalif                          | - 1648 Mehmed IV 1687                                                                           |
| Patriarcha Konstantynopola     | - 1656 Parteniusz III 1657 - 1657 Gabriel II 1657 - 1657 Parteniusz IV 1662                     |
| Władca Korei                   | - 1649 Hyojong 1659                                                                             |
| Książę Kurlandii i Semigalii   | - 1642 Jakub Kettler 1682                                                                       |
| Książę Liechtensteinu          | - 1627 Karol Euzebiusz 1684                                                                     |
| Książę Monako                  | - 1612 Honoriusz II 1662                                                                        |
| Król Nawarry                   | - 1643 Ludwik XIV 1710                                                                          |
| Król Norwegii                  | - 1648 Fryderyk III 1670                                                                        |
| Sułtan Omanu                   | - 1649 Sultan I ibn Sajf 1688                                                                   |
| Elektor Palatynatu             | - 1648 Karol I Ludwik 1680                                                                      |
| Papież                         | - 1655 Aleksander VII 1667                                                                      |
| Książę Parmy i Piacenzy        | - 1646 Ranuccio II 1694                                                                         |
| Król Portugalii                | - 1656 Alfons VI 1683                                                                           |
| Książę w Prusach               | - 1640 Fryderyk Wilhelm Wielki Elektor 1688                                                     |
| Car Rosji                      | - 1645 Aleksy I 1676                                                                            |
| Cesarz Rzymski (niemiecki)     | - 1637 Ferdynand III Habsburg 1657                                                              |
| Kapitanowie Regenci San Marino | - 1657 Innocenzo Bonelli Girolamo Moracci 1657 - 1657 Giacomo Belluzzi Pier Leone Corbelli 1658 |
| Elektor Saksonii               | - 1656 Jan Jerzy II Wettyn 1680                                                                 |
| Król Szwecji                   | - 1654 Karol X Gustaw 1660                                                                      |
| Król Tajlandii                 | - 1656 Narai 1688                                                                               |
| Sułtan Turków                  | - 1648 Mehmed IV 1687                                                                           |
| Doża Wenecji                   | - 1656 Bertuccio Valiero 1658                                                                   |
| Król Węgier                    | - 1655 Leopold I 1705                                                                           |
| Książęta Wirtembergii          | - 1628 Eberhard III 1674                                                                        |

Rok 1657 / MDCLVII
stulecia: XVI wiek ~
XVII wiek ~
XVIII wiek

lata: 1647 «
1652 «
1653 «
1654 «
1655 «
1656 «
1657
» 1658
» 1659
» 1660
» 1661
» 1662
» 1667

## Wydarzenia w Polsce
- 2 stycznia – starcie wojsk polskich i szwedzkich w potyczce pod Chojnicami
- 27 stycznia – odbicie przez wojska polskie Pawła Sapiehy i Krzysztofa Sapiehy twierdzy w Tykocinie
- Styczeń – wojska siedmiogrodzkie, sprzymierzone ze Szwedami, wkroczyły do Polski pod wodzą Jerzego II Rakoczego. Najazd został odparty po otoczeniu armii siedmiogrodzkiej pod Czarnym Ostrowem na Ukrainie przez wojska dowodzone przez Stefana Czarnieckiego i Jerzego Lubomirskiego. Wojna spowodowała zniszczenie wielu miast południowej i wschodniej Polski.
- 21 marca – potop szwedzki: walczące po stronie szwedzkiej wojska siedmiogrodzkie zdobyły Tarnów.
- 13 maja – potop szwedzki: wojska szwedzkie i siedmiogrodzkie zdobyły Brześć Litewski.
- 16 maja – jezuita Andrzej Bobola został w okrutny sposób zamęczony na śmierć przez Kozaków w rzeźni w Janowie Poleskim.
- 17 czerwca – potop szwedzki: zdobycie Warszawy przez korpus szwedzki Gustawa Stenbocka i Jerzego Rakoczego
- 28 czerwca – potop szwedzki: wojska szwedzkie po krótkotrwałym oblężeniu zdobyły zamek w Złotowie oraz spaliły miasto.
- 11 lipca – potop szwedzki: zwycięstwo polsko-tatarskie w bitwie pod Magierowem nad wojskami Rakoczego.
- 20 lipca – potop szwedzki: bitwa pod Czarnym Ostrowem, wojska polskie pod wodzą Stanisława Rewery Potockiego i Jerzego Sebastiana Lubomirskiego w połączeniu z armią Stefana Czarnieckiego zwyciężyły wojska siedmiogrodzkie Jerzego II Rakoczego.
- 23 lipca – kapitulacja Jerzego Rakoczego i jego wojsk w Międzybożu. Rakoczy na mocy kapitulacji zerwał sojusz ze Szwecją, zobowiązał się wyprowadzić swoje oddziały z okupowanych miast Krakowa i Brześcia Litewskiego oraz zapłacić Rzeczypospolitej reparacje wojenne w wysokości ponad 3 mln złotych.
- 26 lipca – idące na odsiecz Polsce wojska tatarskie rozbiły Rakoczego w bitwie pod Skałatem.
- 6 sierpnia – zmarł Bohdan Chmielnicki, a jego miejsce zajął Jan Wyhowski.
- 25 sierpnia – potop szwedzki: skapitulował okupujący Kraków szwedzki garnizon gen. Paula Würtza
- 4 września – Król Jan Kazimierz wjechał uroczyście na Wawel.
- Rektor Akademii Krakowskiej Adam Rosczewicz zarządził ponowne otwarcie uczelni.
- 19 września – w tzw. traktatach welawsko-bydgoskich król Jan Kazimierz zawarł porozumienie z elektorem brandenburskim, na mocy którego Polsce wygasło lenno Prus Książęcych, pod panowanie księcia pruskiego przeszedł Drahim, a w lenno Brandenburgii przeszły Lębork i Bytów. W zamian za to Polska uzyskała gwarancję „wieczystego przymierza”. Tym samym - po pokonaniu wojsk Rakoczego - ostatni sojusznik w wojnie z Polską króla szwedzkiego Karola Gustava został zneutralizowany.
- 6 listopada – Bydgoszcz: podpisano traktaty welawsko-bydgoskie, zrywające zależność lenną między Rzecząpospolitą a Prusami Książęcymi.

- Włocławek, Drohiczyn i Mielnik doszczętnie spalone przez Szwedów.

## Wydarzenia na świecie
- Styczeń – pożar Edo w Japonii, w którym zginęło ok. 100 tys. osób.
- 20 kwietnia:
  - w zatoce Santa Cruz na Teneryfie admirał angielski Robert Blake całkowicie zniszczył hiszpańską Srebrną Flotę liczącą 16 okrętów.
  - Żydzi w Nowym Amsterdamie, czyli w późniejszym Nowym Jorku, mieli zagwarantowaną wolność religijną jako pełnoprawni obywatele.
- 27 maja – w Wiedniu podpisano traktat między królem Polski Janem II Kazimierzem a cesarzem Leopoldem I Habsburgiem. W zamian za dochody z żup wielickich i obsadzenie garnizonów w Krakowie i Poznaniu, cesarz zobowiązał się do pomocy militarnej Polsce. Uzgodniono również, że po śmierci Jana Kazimierza wstąpi on na tron polski.
- 16 czerwca – potop szwedzki: król Danii Fryderyk III Oldenburg wypowiedział wojnę Szwecji, włączając się do działań zbrojnych po stronie Rzeczypospolitej.
- 17 lipca – VI wojna wenecko-turecka: zwycięstwo floty weneckiej w bitwie w Cieśninie Dardanelskiej.

## Urodzili się
- 11 lipca – Fryderyk I Hohenzollern, elektor brandenburski i król pruski (zm. 1713)

## Zmarli
- 8 lutego - Laura Mancini, matka generała Ludwika Józefa de Vendôme (ur. 1636)
- 19 lutego – Evert van Aelst, holenderski malarz barokowy (ur. 1602)
- 21 lutego – Jakub Weiher, polski magnat, wojewoda malborski, założyciel Wejherowa (ur. 1609)
- 7 marca – Razan Hayashi – japoński filozof neokonfucjański (ur. 1583)
- 2 kwietnia – Ferdynand III Habsburg, cesarz Świętego Cesarstwa Rzymskiego Narodu Niemieckiego, król Czech i Węgier (ur. 1608)
- 16 maja – Andrzej Bobola, Święty, męczennik, jezuita. Bestialsko zamordowany przez Kozaków (ur. 1591)
- 14 lipca – Piotr Gembicki, biskup przemyski od 1635 r. i krakowski od 1642 r.; od 1635 r. podkanclerzy i kanclerz wielki koronny (ur. 1585)
- 6 sierpnia – Bohdan Chmielnicki, hetman Ukrainy, przywódca powstania kozackiego przeciwko Rzeczypospolitej (ur. ok. 1595)
- 14 sierpnia – Juan de Lascaris-Castellar, wielki mistrz zakonu joannitów (ur. 1560)
- 23 września – Joachim Jungius, niemiecki matematyk, fizyk i filozof (ur. 1587)
- 22 października – Cassiano dal Pozzo, włoski uczony i mecenas sztuki (ur. 1588)
- data dzienna nieznana: 
  - Franciszek Lilius, polski kompozytor pochodzenia włoskiego

## Święta ruchome
- Tłusty czwartek: 8 lutego
- Ostatki: 13 lutego
- Popielec: 14 lutego
- Niedziela Palmowa: 25 marca
- Wielki Czwartek: 29 marca
- Wielki Piątek: 30 marca
- Wielka Sobota: 31 marca
- Wielkanoc: 1 kwietnia
- Poniedziałek Wielkanocny: 2 kwietnia
- Wniebowstąpienie Pańskie: 10 maja
- Zesłanie Ducha Świętego: 20 maja
- Boże Ciało: 31 maja